# 難波神社
難波神社（羅馬化：Namba jinja），是位於日本大阪府大阪市中央區博勞町的一座神社。舊社格為府社。
其作為攝津國的總社，又被稱為難波大宮或平野神社，還有上難波仁德天皇宮、上難波神社、難波上宮和難波上社等名稱。在江戶時代，由於神社範圍內有博勞稻荷神社，因此也被稱作稻荷社。

## 歷史

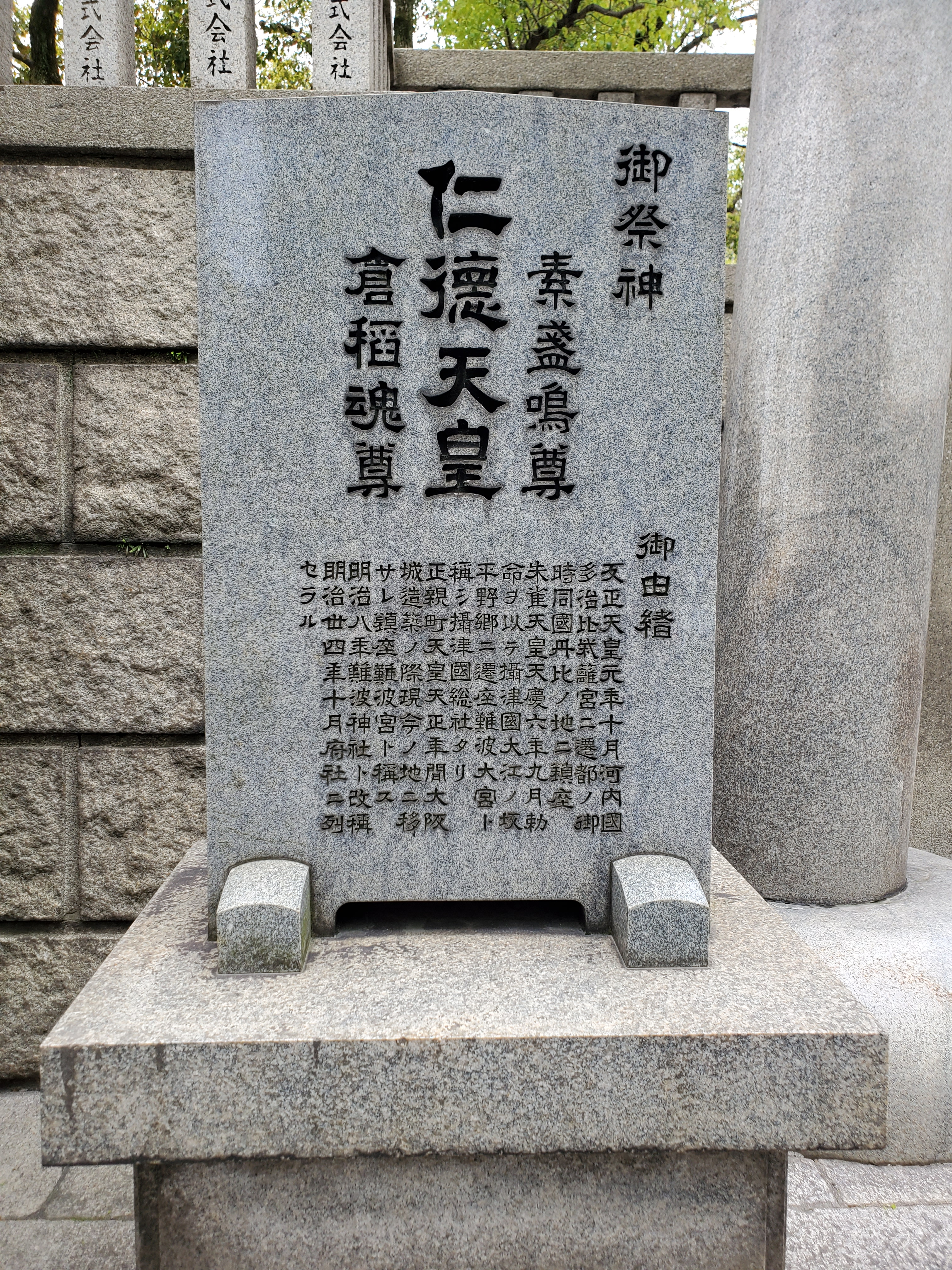
記有難波神社歷史的碑文

根據傳說所稱，難波神社由反正天皇所建，目的是祭祀其父仁德天皇。最初神社原址位於現代大阪府松原市。天慶6年（943年），遷址到現代天王寺區上本町的位置。慶長2年（1583年），豐臣秀吉需用神社地段來建造大坂城，給予該神社2000石搬遷費後遷至現址。慶長20年（1615年），大坂之役後，九成神社地段被江戶幕府沒收。
該神社在明治時代後被列為府社。其在1945年（昭和20年）3月13日至14日的第一次大阪大空襲中被焚毀，但於1974年（昭和49年）7月重建。

## 攝社

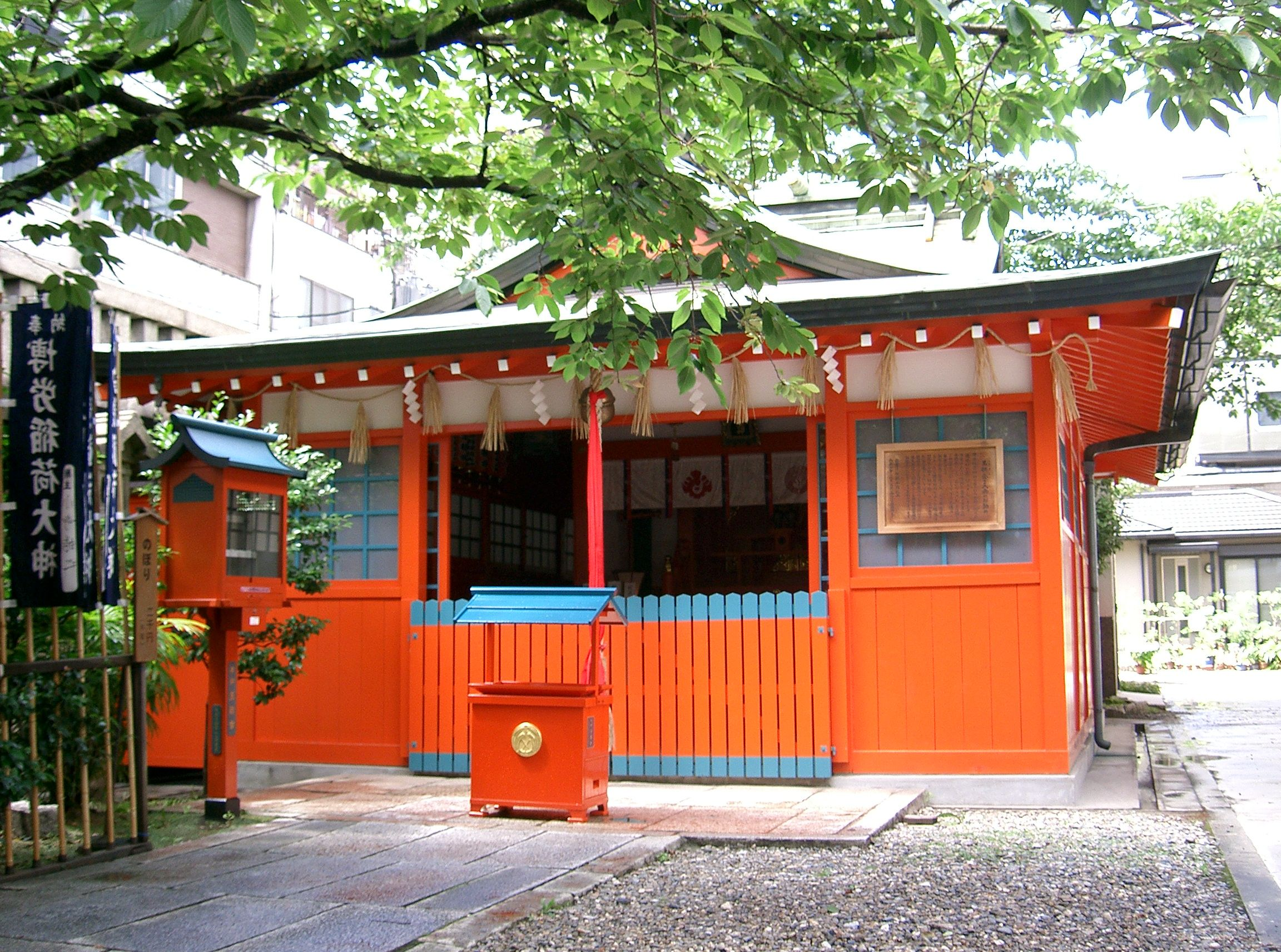
博勞稻荷神社，在江戶時代比本社更出名。

在江戶時代，當時城裡盛行稻荷神信仰，並在該神社內建立了一座較小的攝社「博勞稻荷神社」，祭祀倉稻魂尊，其比本社更受歡迎。神社內還建立稻荷神社文樂座，這是第一個舉辦文樂淨琉璃的劇院。1871年，稻荷神社和文樂座遷至大阪市西區。

## 外部鏈結
- 官方网站 （日語）